# Eucompsa aureocincta
Eucompsa aureocincta är en tvåvingeart som beskrevs av Günther Enderlein 1922. Eucompsa aureocincta ingår i släktet Eucompsa och familjen bromsar. Inga underarter finns listade i Catalogue of Life.